# Cyclopogon inaequilaterus
Cyclopogon inaequilaterus là một loài thực vật có hoa trong họ Lan. Loài này được (Poepp. & Endl.) Schltr. mô tả khoa học đầu tiên năm 1920.